# Renato Varela Correa
Marío Renato Varela Correa (1939-1993) fue un militar y político chileno, que se desempeñó como ministro de Estado de su país, durante la dictadura militar del general Augusto Pinochet entre 1980 y 1981.
Alcanzó el rango de general de brigada del Ejército. En el marco de la dictadura militar del general Augusto Pinochet, luego de ejercer durante tres años como gerente de empresas de la Corporación de Fomento de la Producción (Corfo), el 29 de diciembre de 1980, fue nombrado como ministro vicepresidente ejecutivo de la firma estatal, cargo que ocupó hasta el 27 de marzo de 1981, siendo sucedido por el general Francisco Ramírez Migliassi.
En 1993, mientras se desempeñaba como jefe de seguridad de la empresa «Fundición Inglesia», ubicada en la comuna santiaguina de Maipú, seis personas ingresaron a robar al lugar, entre ellas el militante del Movimiento de Izquierda Revolucionaria (MIR), Gonzalo Edmundo Toro Fernández, quien lo asesinó a balazos. Toro Fernández se mantuvo prófugo de la justicia hasta el 29 de enero de 2009, cuando fue capturado por efectivos de la Policía de Investigaciones (PDI); en ese momento registraba dos órdenes de aprehensión pendientes.